# 新左營車站

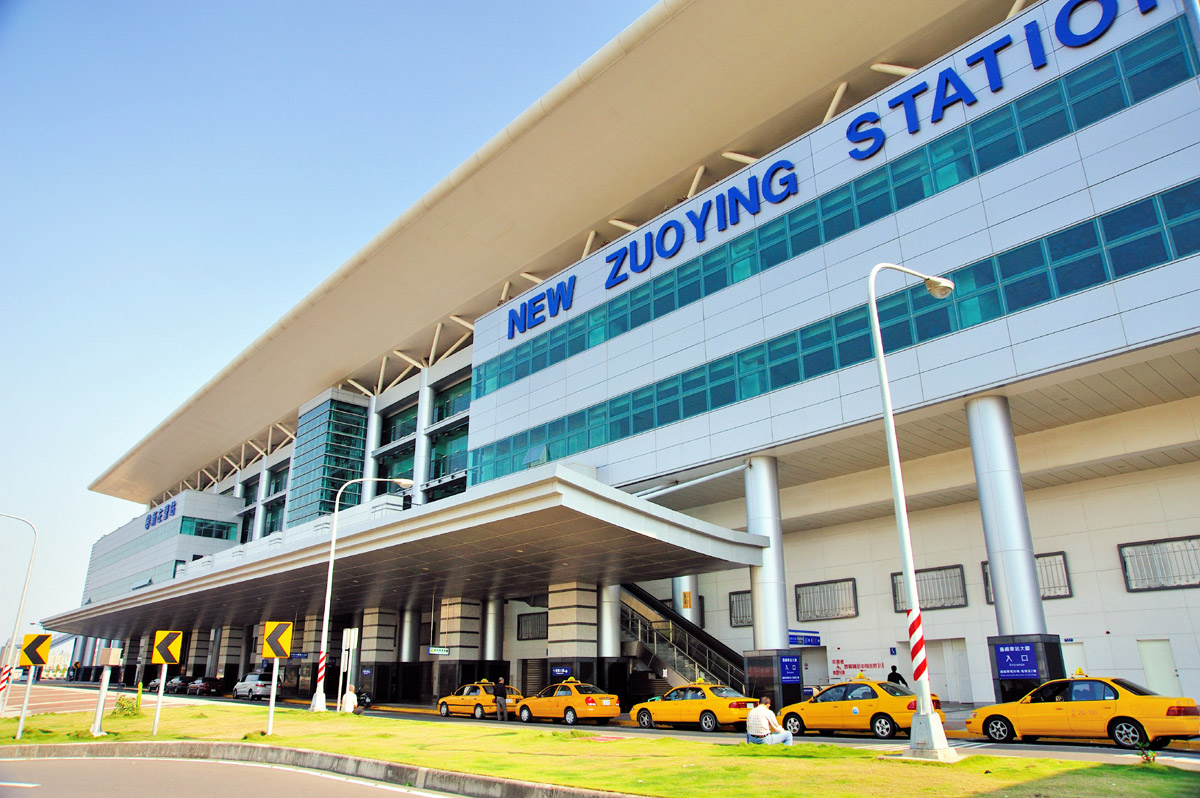
臺鐵新左營車站正面

新左營車站，是臺灣鐵路公司縱貫線的一個車站，位於臺灣高雄市左營區半屏山東南側，緊鄰台灣高鐵左營站與高雄捷運左營/高鐵站:6。

## 歷史
原本規劃時的站名為「左營新站」（Zuoyingsin Station），後來於2005年底改為現在的名稱，興建經費新臺幣24.6億。
- 2006年10月27日啟用。
- 2006年12月1日：正式對外營業。[5]
- 2007年1月8日：開始停靠原左營站停靠之對號列車，初期為本站與左營2站均停靠，自同年1月21日起僅停靠本站。
- 2009年10月31日：高雄市區鐵路地下化計畫新左營站場增設工程開工。
- 2010年：為了高雄車站地下化通車後往屏東線、南迴線列車調度及發車需要，新增第一月台與調車場。
- 2010年8月18日：第一月台啟用，部分「高雄－枋寮」區間車以及南迴線「高雄－臺東（－花蓮）」對號列車改為從本站始發。
- 2011年9月28日：為了因應高雄鐵路地下化施工，南迴線跨縱貫線南段行駛的莒光號列車從高雄車站改至本站更換機車頭及加掛或摘除電源行李車。
- 2013年9月30日：啟用多卡通刷卡機。
- 2019年12月20日：潮枋電氣化完工通車，原本南迴線跨縱貫線南段行駛的莒光號列車及觀光列車需在本站更換機車頭及加掛或摘除電源行李車作業，移至潮州或枋寮進行。

## 車站概要
台鐵新左營站為縱貫線的車站，位於高雄市左營區半屏山東南側，站房正門面向西北方，與台灣高鐵左營站站房背對背緊鄰，並於兩站房的2樓大廳層設有連通道，可進行站內轉乘，屬於「共站不共構」:6，兩站房共用位於西南側的汽車停車大樓，經由該大樓4樓的匝道，可通往國道10號。新左營站各月台與位於站區東北側地下的高雄捷運左營/高鐵站（pp. 3-17），之間亦設有連通道，可進行站內轉乘。
本站屬一等站，為大多數東、西部幹線跨線對號車及往返枋寮車站的區間車、區間快車之起迄站。
可於站外「臺鐵新左營站」公車站轉乘5條公車路線、1條屏東縣公車路線、1條公車式小黃路線，或租借YouBike。也可經由車站2樓大廳連通道前往「高鐵左營站」公車站轉乘16條公車路線、2條公路客運路線、1條公車式小黃路線。

## 車站構造
新左營車站為平面車站，設島式月台三座，第一、第二月台僅包夾一股道，第一月台B側無開放旅運服務。

### 車站樓層

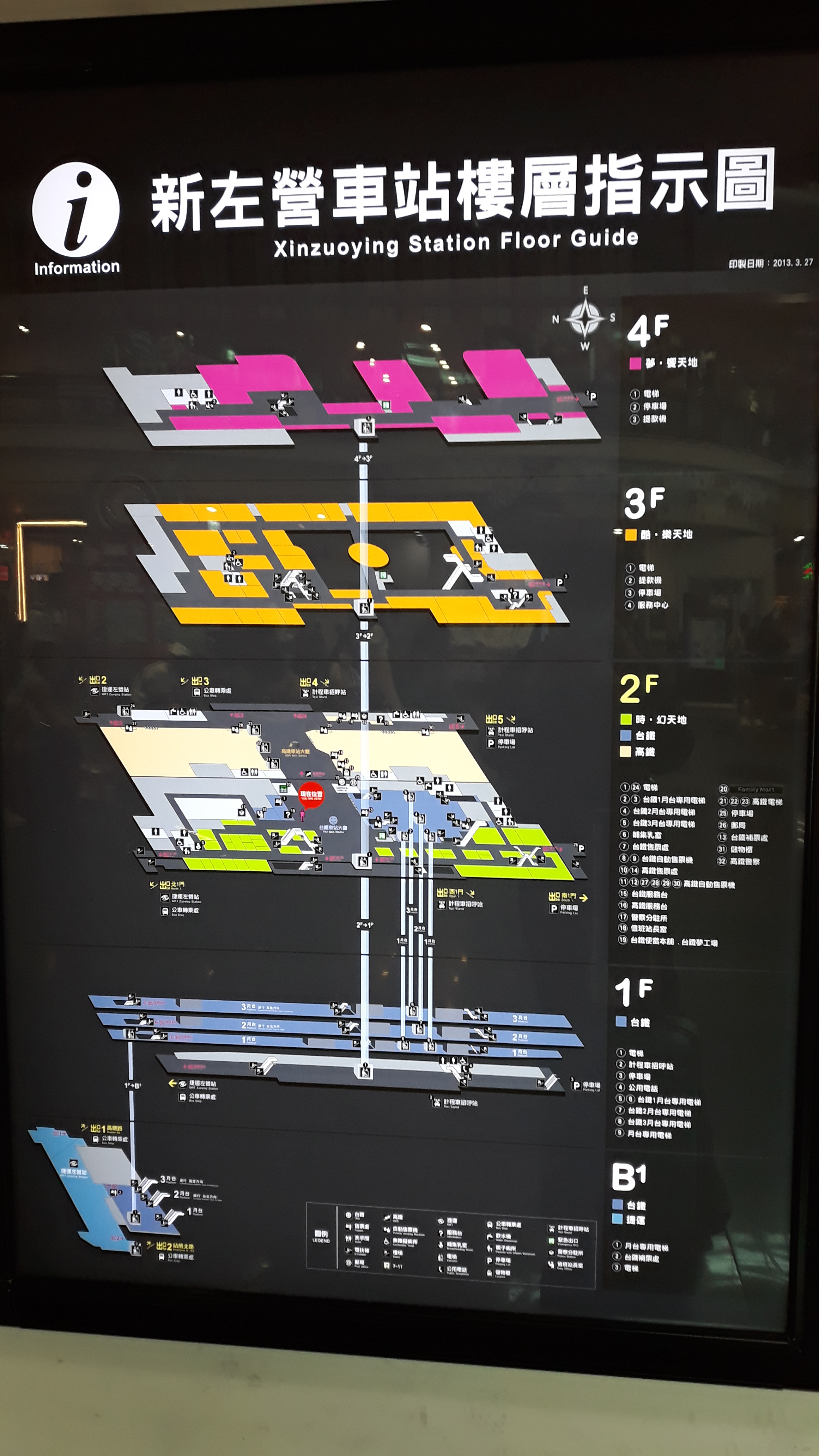
新左營車站樓層指示圖

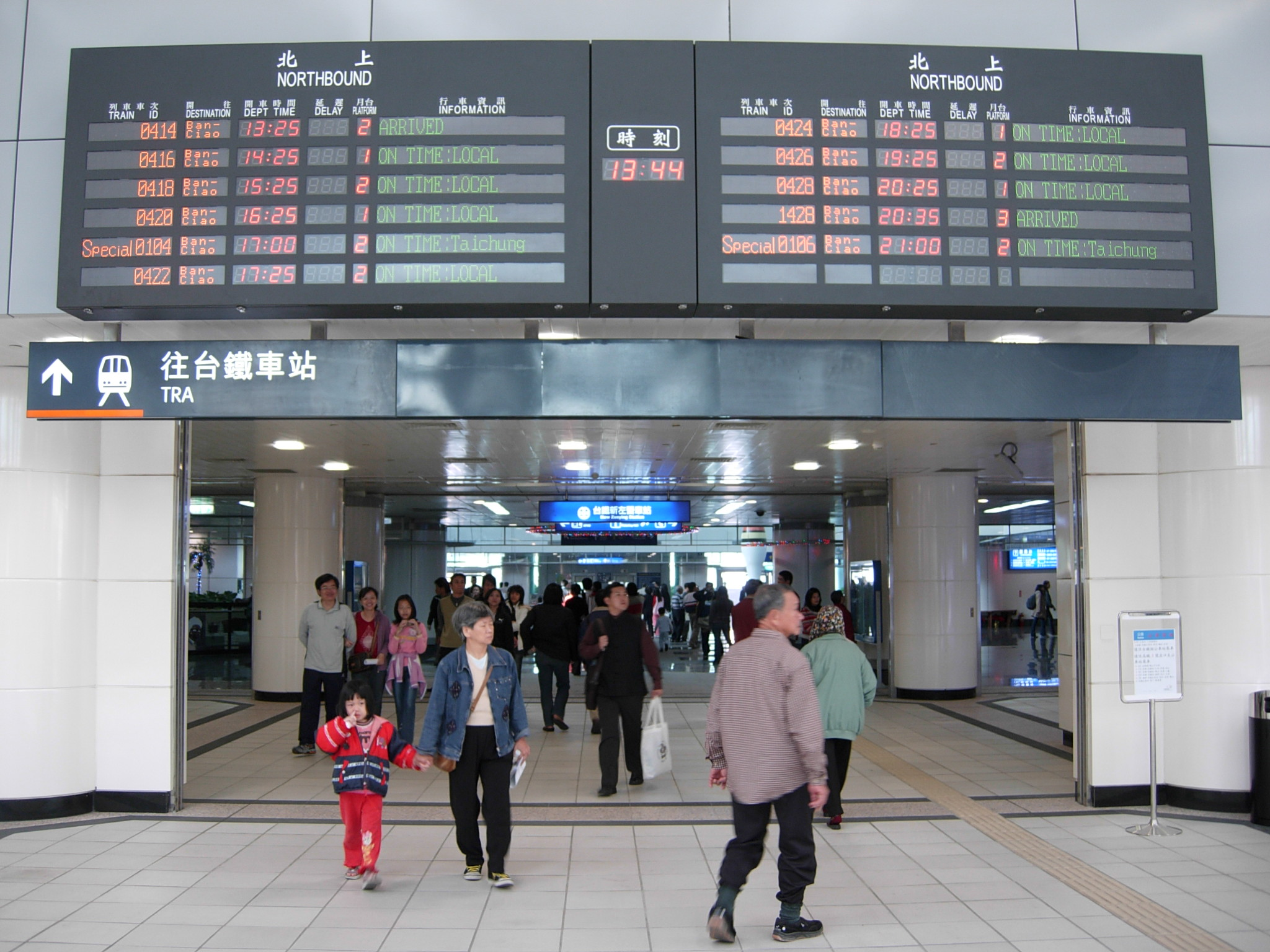
臺鐵與高鐵站區間的連通道（高鐵往台鐵方向）

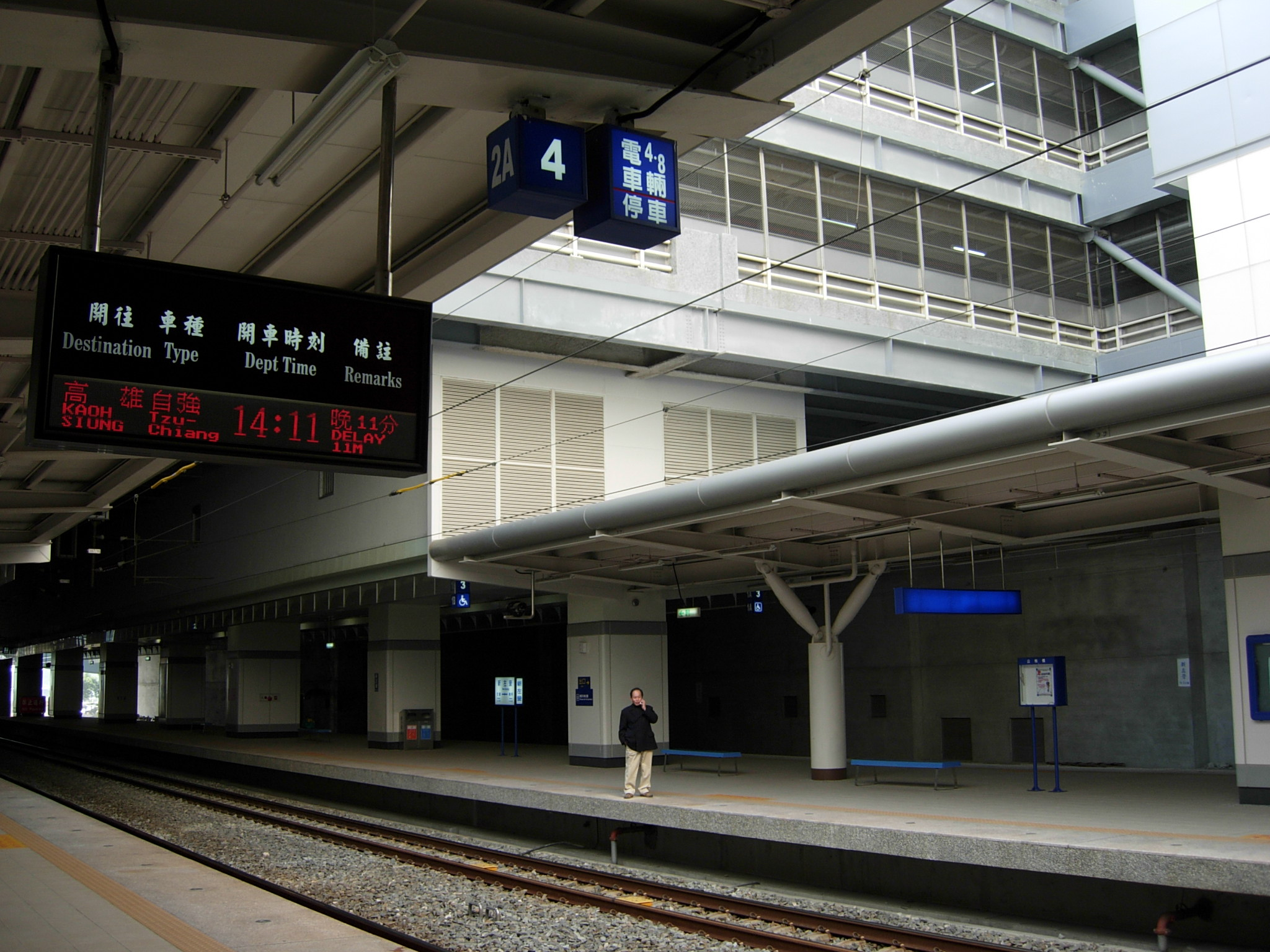
台鐵月台

| 地上 四樓 | 立體停車場 環球購物中心新左營店 | 停車場、接送區 夢。饗天地 |

| 地上 三樓 | 立體停車場 環球購物中心新左營店 | 停車場 酷。樂天地 |
| 地上 二樓 | 大廳層 環球購物中心新左營店     | 出入口、臺鐵售票處／自動售票機 洗手間、育嬰室、服務台、旅遊服務中心、商店 臺鐵剪票口、台鐵驗票閘門／等候區 時。幻天地 |
| 地上 二樓 | 大廳層 環球購物中心新左營店     | 轉乘連通道（通往高鐵左營站）                                                                                          |
| 地上 二樓 | 立體停車場                      | 停車場、計程車排班區、接送區                                                                                          |

| 地面 | 出入口／接送區／轉換層 | 捷運站出入口、公車／客運轉運站 捷運站出入口、公車／客運轉運站 台鐵大廳2F出入口／轉乘捷運連通道（往B1F，鄰近台鐵12車位置） |
| 地面 | 3B月台                 | ■西部幹線 往 高雄、屏東、潮州、枋寮、臺東、花蓮 方向（左營（舊城））→                                                     |
| 地面 | 島式月台               | |
| 地面 | 3A月台                 | ■西部幹線 往 高雄、屏東、潮州、枋寮、臺東、花蓮 方向（左營（舊城））→                                                     |
| 地面 | 2B月台                 | ←■西部幹線 往 臺南、彰化、臺中、臺北、七堵、基隆 方向（楠梓）                                                             |
| 地面 | 島式月台               | |
| 地面 | 2A月台                 | ←■西部幹線 往 臺南、彰化、臺中、臺北、七堵、基隆 方向（楠梓）                                                             |
| 地面 | 島式月台               | |
| 地面 | 1A月台                 | ■西部幹線 往 高雄、屏東、潮州、枋寮、臺東、花蓮 方向（左營（舊城））→                                                     |

### 車站出口
- 西1、2出口：1F計程車乘車處，左營轉運站（招標中，設有連通道連接臺鐵車站）
- 西3、4出口：1F臨停接送區
- 北1出口：捷運左營站出口2，臺鐵側公車站
- 南1出口：立體停車場，2F計程車乘車處，4F臨停接送區
- 中央走道：高鐵左營站

## 利用狀況
根據2024年資料，本站每日旅運量約為24,964，在台鐵各站中排行第13名。
| 年   |           |           |           |          |          |          |
| 年   | 臺灣鐵路  | 臺灣鐵路  | 臺灣鐵路  | 臺灣鐵路 | 臺灣鐵路 | 臺灣鐵路 |
| 年   | 全年      | 全年      | 全年      | 全年     | 1日平均  | 1日平均  |
| 年   | 進站      | 出站      | 計        | 來源     | 進站     | 進出站   |
| ---- | --------- | --------- | --------- | -------- | -------- | -------- |
| 2006 | 32,987    | 3,762     | 36,749    | [ 7 ]    | 1,031    | 1,148    |
| 2007 | 445,536   | 391,188   | 836,724   | [ 8 ]    | 1,220    | 2,292    |
| 2008 | 1,306,128 | 849,444   | 2,155,572 | [ 8 ]    | 3,568    | 5,889    |
| 2009 | 1,092,972 | 998,892   | 2,091,864 | [ 8 ]    | 2,994    | 5,731    |
| 2010 | 1,507,548 | 1,431,144 | 2,938,692 | [ 8 ]    | 4,130    | 8,051    |
| 2011 | 1,829,866 | 1,740,350 | 3,570,216 | [ 9 ]    | 5,013    | 9,781    |
| 2012 | 2,120,584 | 2,021,440 | 4,142,024 | [ 10 ]   | 5,794    | 11,317   |
| 2013 | 2,318,430 | 2,263,809 | 4,582,239 | [ 11 ]   | 6,352    | 12,554   |
| 2014 | 2,519,765 | 2,470,913 | 4,990,678 | [ 12 ]   | 6,903    | 13,673   |
| 2015 | 2,749,111 | 2,714,030 | 5,463,141 | [ 13 ]   | 7,532    | 14,968   |
| 2016 | 2,941,851 | 2,923,996 | 5,865,847 | [ 14 ]   | 8,038    | 16,027   |
| 2017 | 3,252,668 | 3,248,683 | 6,501,351 | [ 15 ]   | 8,911    | 17,820   |
| 2018 | 3,664,376 | 3,645,596 | 7,309,972 | [ 16 ]   | 10,039   | 20,027   |
| 2019 | 4,092,420 | 4,090,651 | 8,183,071 | [ 17 ]   | 11,212   | 22,419   |
| 2020 | 3,560,488 | 3,546,030 | 7,106,518 | [ 18 ]   | 9,728    | 19,417   |
| 2021 | 2,796,726 | 2,793,159 | 5,589,885 | [ 19 ]   | 7,662    | 15,315   |
| 2022 | 3,136,446 | 3,137,163 | 6,273,609 | [ 20 ]   | 8,593    | 17,188   |
| 2023 | 4,102,670 | 4,075,720 | 8,178,390 | [ 21 ]   | 11,240   | 22,407   |
| 2024 | 4,569,093 | 4,567,775 | 9,136,868 | [ 22 ]   | 12,484   | 24,964   |

## 外部連結
- 國營臺灣鐵路股份有限公司 – 新左營站 （页面存档备份，存于）